# Rock Will Never Die
《Rock Will Never Die》는 대한민국의 록 밴드 부활의 첫 데뷔 음반이다. 1986년 서울음반에서 출시하여 약 30만 장이 팔렸다. 

## 배경
이 음반서부터 그 전까지 이어왔던(사실은 위태로웠던) 김태원과 이지웅의 트윈 리드기타는 균형이 깨지고 이지웅의 비중이 줄어든다. 그래도 음반의 전곡에서 그의 장기인 태핑연주를 비롯한 화려한 솔로들이 등장하고, 김태원의 속주가 돋보이는 〈인형의 부활〉 에도 중간 중간 그의 간주가 분명히 들어가 있긴하다. 하지만 팀내 최연장자이며, 부활 최초의 자작곡이며 강변가요제 예선 탈락곡인 〈사랑 아닌 친구(당시 제목도 없어 부활 1으로 불리었다)〉의 작곡자이자, 테크닉 면에서는 김태원을 오히려 앞섰던 이지웅은 이 음반 녹음 중 자존심에 큰 상처를 입는다. 이는 곧 이지웅의 탈퇴로 이어지고, 기타리스트 대신 키보디스트로 서영진, 베이스 정준교, 드럼 김성태가 새 멤버로 합류한다. 쉽게 말해 이승철과 김태원을 제외한 모든 멤버가 교체되었다. 후에 이지웅은 임재범과 힘을 합쳐 외인부대를 결성하기도 했다.
음반의 속지에 "라우드니스를 지옥으로 보내주겠다"는 경복고등학교 3학년 이호석 학생의 패기 넘치는 문구가 쓰여져 있는데, 이 이호석이라는 사람은 신해철의 친구로, 신해철과 함께 부활을 따라 다니던 팬이었다. 부활의 매니저였던 백강기의 회고에 의하면 그 문구는 이호석이 쓴게 아니라 백강기 본인이 직접 썼다고 한다. 김태원이 창피하다고 그 문구를 넣는걸 말렸으나 백강기가 홍보를 하려면 이런 자극적인 강한 문구가 필요하다며 우겨서 넣었다고 한다.

## 수록곡
| #             | 제목               | 작사·작곡     | 편곡          | 재생 시간 |
| ------------- | ------------------ | ------------- | ------------- | --------- |
| 1.            | 희야               | 양홍섭        | 김태원        | 5:33      |
| 2.            | 비와 당신의 이야기 | 김태원        | 김태원        | 6:01      |
| 3.            | 너뿐이야           | 김태원        | 김태원        | 4:08      |
| 4.            | 길가의 연인들      | 이승철        | 김태원        | 3:35      |
| 총 재생 시간: | 총 재생 시간:      | 총 재생 시간: | 총 재생 시간: | 19:02     |

| #             | 제목           | 작사·작곡     | 편곡          | 재생 시간 |
| ------------- | -------------- | ------------- | ------------- | --------- |
| 1.            | 인형의 부활    | 김태원        | 김태원        | 7:00      |
| 2.            | 슬픈 환상      | 김태원        | 김태원        | 4:56      |
| 3.            | 사랑 아닌 친구 | 이지웅        | 김태원        | 3:27      |
| 4.            | 사랑의 흔적    | 양창석        | 김태원        | 3:57      |
| 5.            | 시장에 가면    |               |               |           |
| 총 재생 시간: | 총 재생 시간:  | 총 재생 시간: | 총 재생 시간: | 19:59     |

- 〈희야〉의 도입부 종소리는 김태원이 기타로 만들어낸 소리이다.

## 만든 사람
- 기획 : 백강기
- 믹싱 : 송영헌
- 보컬 : 이승철
- 리드기타·백보컬 : 김태원
- 베이스 기타 : 김병찬
- 드럼 : 황태순
- 키보드 : 송태호
- 제1기타 : 이지웅
- 코러스 : 하태환